# Энергия-НЭВЗ-ТМХ
«Энергия-НЭВЗ-ТМХ» — российский футбольный клуб из Новочеркасска.
Команда представляла ОАО ПО «Новочеркасский электровозостроительный завод» (входит в «Трансмашхолдинг»).

## Прежние названия
- «Энергия» (до 1999)
- «Энергия-НЭВЗ» (2000—2005)
- «Энергия-НЭВЗ-ТМХ» (2005—2009)
- «Энергия» (с 2009)[источник не указан 3377 дней]

## Статистика выступлений
- Участник первенства СССР: 1965—1969 (класс «Б»). Лучший результат — 11 место (1967).
- Участник первенства России среди КФК (МРО «Юг»): 1997, 1998. Лучший результат — 5 место (1997).

## Достижения
- Чемпион Ростовской области (1964), серебряный призер первенства (1991, 1994, 1995, 2005), бронзовый призер первенства (1993, 2000, 2001).
- Обладатель Кубка чемпионов ЮФО среди победителей первенств субъектов федерации (2005).
- Обладатель Кубка газеты «Молот» (1992, 1994—1996, 2000), финалист (1993, 2002, 2005).
- Обладатель Кубка областной федерации футбола (1993, 1995, 2005), финалист (1997, 2004).
- Обладатель Кубка Победы (1995, 1996, 2006, 2009).
- Обладатель Кубка областного комитета ВЛКСМ (1968, 1990).
- Обладатель Кубка памяти П. Щербатенко (1991, 1996, 2006).
- Обладатель Кубка памяти В. Гетманова (2003, 2006), финалист (2007).
- Обладатель Кубка «Трансмашхолдинга».

## Стадион
Домашний стадион: НЭВЗ (10 000 мест).

## Тренеры
- Червяков Виктор Иванович (1965)
- Бородин А. И. (1966)
- Дешин Виталий Игоревич (1967—1968)
- Егоров, Валентин Гаврилович (1969)